# Rechtssubject
Een rechtssubject of persoon (in juridische zin) is een drager van subjectieve rechten en plichten. Deze bezit met andere woorden rechtspersoonlijkheid of juridische persoonlijkheid.
In de meeste hedendaagse rechtsstelsels worden twee soorten rechtssubjecten erkend: natuurlijke personen (mensen) en rechtspersonen. De woorden 'rechtspersoonlijkheid' en 'rechtspersoon' moeten niet door elkaar worden gehaald: het eerste woord heeft betrekking op alle rechtssubjecten (personen), het tweede woord alleen op de rechtssubjecten die geen natuurlijke persoon zijn. 
Hoewel het woord iemand in het Nederlands normaal gesproken alleen op mensen slaat, wordt het in de Nederlandse wetgeving af en toe ook in deze ruime betekenis gebruikt, dus voor alle personen met inbegrip van rechtspersonen. Voorbeelden zijn de bepaling over de woonplaats van onder bewind gestelde personen (artikel 12 lid 2 van Boek 1 BW, het deel dat verder vooral over personen- en familierecht gaat) en de bepaling over goede trouw in het vermogensrecht (artikel 11 van Boek 3 BW).
Rechtspersonen worden nader verdeeld in privaatrechtelijke rechtspersonen (bijvoorbeeld een naamloze vennootschap, besloten vennootschap of vereniging) en publiekrechtelijke rechtspersonen (bijvoorbeeld de Staat, provincies, gemeenten en waterschappen) naargelang hun doel, dat ofwel privaat of publiek is. Private rechtspersonen dienen ter behartiging van private belangen (zoals bv. winstbejag), terwijl publiekrechtelijke rechtspersonen het algemeen belang dienen.
Een gezin of familie is geen rechtssubject, maar bestaat uit twee of meer natuurlijke personen die ieder afzonderlijk rechtssubject zijn. Vormen twee echtgenoten of geregistreerde partners een vennootschap onder firma (vof), dan is deze ook een rechtssubject. Naar de huidige Nederlandse wetgeving is een vennootschap onder firma echter geen rechtspersoon. In rechtszaken wordt zij echter wel geaccepteerd als ware zij een rechtspersoon doordat de vof een afgescheiden vermogen heeft dat anders niet vatbaar zou zijn voor verhaal. De vof is dan dus de procespartij, eventueel kunnen daarnaast ook de vennoten procespartij zijn.
In India zijn dieren onder bepaalde voorwaarden erkend als rechtssubject. In het middeleeuwse Europa kon men dieren aanklagen in een proces.
In de jaren 1970 vond in het Amerikaans milieurecht het principe ingang dat ecologische elementen zoals bomen of rivieren een subjectief recht konden doen gelden. Sedert begin 21e eeuw is het principe in sommige landen wet geworden.